# كريات بياليك
 كريات بياليك (بالعبرية: קִרְייַת בְּיַאלִיק) مدينة إسرائيلية، تقع في لواء حيفا بين مدينيّ حيفا وعكا. تأسست عام 1934. تبلغ مساحتها 8.1 كم2، كما بلغ عدد سكانها في عام 2007 قرابة 36,200 نسمة.

## توأمة
لكريات بياليك اتفاقيات توأمة مع كل من:
- Steglitz-Zehlendorf [الإنجليزية]‏ منذ (1966 - )
- زيستابوني
- لانغنفلد

## أعلام
- أفيف كوخافي
- يوشانان فولاتش
- بيني ألون
- عوفر شيلح